# Juan Martín del Potro
Juan Martín del Potro (Tandil, Argentina, 23 de setembre de 1988) és un jugador de tennis argentí retirat.
En el seu palmarès consten 22 títols individuals del circuit ATP, entre els quals destaca el primer i únic títol de Grand Slam, el US Open, aconseguit l'any 2009. A principis de 2010 aconseguí la seva millor posició en el rànquing individual arribant al quart lloc. El 2012 aconseguí la medalla de bronze als Jocs Olímpics de Londres, i en els següents aconseguí la d'argent als Jocs Olímpics de Rio de Janeiro. Va formar part de l'equip argentí de Copa Davis en diverses ocasions i va liderar l'equip en la consecució del títol en l'edició de 2016.
Fou un dels tres tennistes que va aconseguir trencar l'hegemonia que van aplicar els Big Four (Roger Federer, Rafael Nadal, Novak Đoković i Andy Murray) sobre el circuit de tennis masculí, guanyant el US Open de 2009. A més, per guanyar aquest títol va esdevenir el primer tennista que guanyava Nadal i Federer en un mateix Grand Slam. Malauradament, la seva trajectòria es va veure minvada per una sèrie de lesions al canell i al genoll. Es va retirar en un partit d'exhibició disputat l'any 2024 contra Đoković.

## Biografia
Juan Martín del Potro va néixer a Tandil (Argentina) fill de Daniel del Potro i Patricia, que eren veterinari i exjugador de rugbi, i professora respectivament. Té una germana més petita anomenada Julieta.
Parla espanyol, anglès i italià, ja que la seva família té ascendència italiana. Una de les seves aficions més importants és jugar a futbol, i és seguidor del Boca Juniors (Argentina) i la Juventus FC (Itàlia).
Començà a jugar a tennis amb set anys sota les ordres de Marcelo Gómez, que també havia entrenat a Juan Mónaco, Mariano Zabaleta i Máximo González. L'extennista italià Ugo Colombini descobrí el seu talent i des de llavors és el seu representant i amic.

## Torneigs de Grand Slam

### Individual: 2 (1−1)
| Resultat  | Núm. | Any  | Torneig | Oponent       | Marcador                      |
| --------- | ---- | ---- | ------- | ------------- | ----------------------------- |
| Guanyador | 1.   | 2009 | US Open | Roger Federer | 3−6, 7−6(5), 4−6, 7−6(4), 6−2 |
| Finalista | 1.   | 2018 | US Open | Novak Đoković | 3−6, 6−7(4), 3−6              |

## Jocs Olímpics

### Individual
| Any  | Campionat                             | Oponent       | Resultat           |
| ---- | ------------------------------------- | ------------- | ------------------ |
| 2012 | Jocs Olímpics, Londres, Regne Unit    | Novak Đoković | 7−5, 6−4           |
| 2016 | Jocs Olímpics, Rio de Janeiro, Brasil | Andy Murray   | 5−7, 6−4, 2−6, 5−7 |

## Palmarès

### Individual: 35 (22−13)
| Llegenda (pre/post 2009)                                 |
| -------------------------------------------------------- |
| Grand Slams (1−1)                                        |
| Jocs Olímpics Argent (1)                                 |
| Jocs Olímpics Bronze (1)                                 |
| Tennis Masters Cup / ATP Finals (0−1)                    |
| ATP Masters Series / ATP World Tour Masters 1000 (1−3)   |
| ATP International Series Gold / ATP World Tour 500 (9−4) |
| ATP International Series / ATP World Tour 250 (11−3)     |

| Títols per superfície |
| --------------------- |
| Dura (18−13)          |
| Gespa (0−0)           |
| Terra batuda (4−0)    |

| Resultat  | Núm. | Data                   | Torneig                                    | Superfície   | Oponent               | Marcador                      |
| --------- | ---- | ---------------------- | ------------------------------------------ | ------------ | --------------------- | ----------------------------- |
| Guanyador | 1.   | 13 de juliol de 2008   | Stuttgart, Alemanya                        | Terra batuda | Richard Gasquet       | 6−4, 7−5                      |
| Guanyador | 1.   | 20 de juliol de 2008   | Kitzbühel, Àustria                         | Terra batuda | Jürgen Melzer         | 6−2, 6−1                      |
| Guanyador | 3.   | 10 d'agost de 2008     | Los Angeles, Estats Units                  | Dura         | Andy Roddick          | 6−1, 7−6(2)                   |
| Guanyador | 4.   | 17 d'agost de 2008     | Washington DC, Estats Units                | Dura         | Viktor Troicki        | 6−3, 6−3                      |
| Finalista | 1.   | 5 d'octubre de 2008    | Tòquio, Japó                               | Dura         | Tomáš Berdych         | 1−6, 4−6                      |
| Guanyador | 5.   | 17 de gener de 2009    | Auckland, Nova Zelanda                     | Dura         | Sam Querrey           | 6−4, 6−4                      |
| Guanyador | 6.   | 9 d'agost de 2009      | Washington DC (2)                          | Dura         | Andy Roddick          | 3−6, 7−5, 7−6(6)              |
| Finalista | 2.   | 16 d'agost de 2009     | Mont-real, Canadà                          | Dura         | Andy Murray           | 7−6(4), 6−7(3), 1−6           |
| Guanyador | 7.   | 14 de setembre de 2009 | US Open, Estats Units                      | Dura         | Roger Federer         | 3−6, 7−6(5), 4−6, 7−6(4), 6−2 |
| Finalista | 3.   | 29 de novembre de 2009 | ATP World Tour Finals, Londres, Regne Unit | Dura (i)     | Nikolai Davidenko     | 3−6, 4−6                      |
| Guanyador | 8.   | 27 de febrer de 2011   | Delray Beach, Estats Units                 | Dura         | Janko Tipsarević      | 6−4, 6−4                      |
| Guanyador | 9.   | 1 de maig de 2011      | Estoril, Portugal                          | Terra batuda | Fernando Verdasco     | 6−2, 6−2                      |
| Finalista | 4.   | 30 d'octubre de 2011   | Viena, Àustria                             | Dura (i)     | Jo-Wilfried Tsonga    | 7−6(5), 3−6, 4−6              |
| Finalista | 5.   | 19 de febrer de 2012   | Rotterdam, Països Baixos                   | Dura (i)     | Roger Federer         | 1−6, 4−6                      |
| Guanyador | 10.  | 26 de febrer de 2012   | Marsella, França                           | Dura (i)     | Michaël Llodra        | 6−4, 6−4                      |
| Guanyador | 11.  | 6 de maig de 2012      | Estoril (2)                                | Terra batuda | Richard Gasquet       | 6−4, 6−2                      |
| Guanyador | 12.  | 21 d'octubre de 2012   | Viena                                      | Dura (i)     | Grega Žemlja          | 7−5, 6−3                      |
| Guanyador | 13.  | 28 d'octubre de 2012   | Basilea, Suïssa                            | Dura (i)     | Roger Federer         | 6−4, 6−7(5), 7−6(3)           |
| Guanyador | 14.  | 17 de febrer de 2013   | Rotterdam                                  | Dura (i)     | Julien Benneteau      | 7−6(2), 6−3                   |
| Finalista | 6.   | 17 de març de 2013     | Indian Wells, Estats Units                 | Dura         | Rafael Nadal          | 6−4, 3−6, 4−6                 |
| Guanyador | 15.  | 4 d'agost de 2013      | Washington DC (3)                          | Dura         | John Isner            | 3−6, 6−1, 6−2                 |
| Guanyador | 16.  | 6 d'octubre de 2013    | Tòquio                                     | Dura         | Milos Raonic          | 7−6(5), 7−5                   |
| Finalista | 7.   | 13 d'octubre de 2013   | Xangai, Xina                               | Dura         | Novak Đoković         | 1−6, 6−3, 6−7(3)              |
| Guanyador | 17.  | 27 d'octubre de 2013   | Basilea (2)                                | Dura (i)     | Roger Federer         | 7−6(3), 2−6, 6−4              |
| Guanyador | 18.  | 11 de gener de 2014    | Sydney, Austràlia                          | Dura         | Bernard Tomic         | 6−3, 6−1                      |
| Finalista | 8.   | 14 d'agost de 2016     | Jocs Olímpics, Rio de Janeiro, Brasil      | Dura         | Andy Murray           | 5−7, 6−4, 2−6, 5−7            |
| Guanyador | 19.  | 23 d'octubre de 2016   | Estocolm, Suècia                           | Dura (i)     | Jack Sock             | 7−5, 6−1                      |
| Guanyador | 20.  | 22 d'octubre de 2017   | Estocolm (2)                               | Dura (i)     | Grigor Dimitrov       | 6−4, 6−2                      |
| Finalista | 9.   | 29 d'octubre de 2017   | Basilea                                    | Dura (i)     | Roger Federer         | 7−6(5), 4−6, 3−6              |
| Finalista | 10.  | 13 de gener de 2018    | Auckland                                   | Dura         | Roberto Bautista Agut | 1−6, 6−4, 3−6                 |
| Guanyador | 21.  | 3 de març de 2018      | Acapulco, Mèxic                            | Dura         | Kevin Anderson        | 6−4, 6−4                      |
| Guanyador | 22.  | 18 de març de 2018     | Indian Wells                               | Dura         | Roger Federer         | 6−4, 6−7(8), 7−6(2)           |
| Finalista | 11.  | 5 d'agost de 2018      | Los Cabos, Mèxic                           | Dura         | Fabio Fognini         | 4−6, 2−6                      |
| Finalista | 12.  | 9 de setembre de 2018  | US Open                                    | Dura         | Novak Đoković         | 3−6, 6−7(4), 3−6              |
| Finalista | 13.  | 7 d'octubre de 2018    | Pequín, Xina                               | Dura         | Níkoloz Bassilaixvili | 4−6, 4−6                      |

### Dobles masculins: 1 (1−0)
| Llegenda (pre/post 2009)                                 |
| -------------------------------------------------------- |
| Grand Slams (0−0)                                        |
| Tennis Masters Cup / ATP Finals (0−0)                    |
| ATP Masters Series / ATP World Tour Masters 1000 (0−0)   |
| ATP International Series Gold / ATP World Tour 500 (0−0) |
| ATP International Series / ATP World Tour 250 (1−0)      |

| Títols per superfície |
| --------------------- |
| Dura (1−0)            |
| Gespa (0−0)           |
| Terra batuda (0−0)    |

| Resultat  | Núm. | Data                 | Torneig                    | Superfície | Parella        | Oponents                         | Marcador         |
| --------- | ---- | -------------------- | -------------------------- | ---------- | -------------- | -------------------------------- | ---------------- |
| Guanyador | 1.   | 30 de juliol de 2007 | Indianapolis, Estats Units | Dura       | Travis Parrott | Teimuraz Gabaixvili Ivo Karlović | 3−6, 6−2, [10−6] |

### Equips: 3 (1−2)
| Resultat  | Núm. | Data                      | Torneig                              | Superfície       | Equip                                         | Oponents                                                         | Marcador |
| --------- | ---- | ------------------------- | ------------------------------------ | ---------------- | --------------------------------------------- | ---------------------------------------------------------------- | -------- |
| Finalista | 1.   | 21−23 de novembre de 2008 | Copa Davis, Mar del Plata, Argentina | Dura (i)         | José Acasuso Agustín Calleri David Nalbandian | David Ferrer Marcel Granollers Feliciano López Fernando Verdasco | 1−3      |
| Finalista | 2.   | 2−4 de desembre de 2011   | Copa Davis, Sevilla, Espanya (2)     | Terra batuda (i) | Juan Mónaco David Nalbandian Eduardo Schwank  | David Ferrer Feliciano López Rafael Nadal Fernando Verdasco      | 1−3      |
| Guanyador | 1.   | 25 − 26 d'octubre de 2016 | Copa Davis, Zagreb, Croàcia          | Dura (i)         | Federico Delbonis Leonardo Mayer Guido Pella  | Marin Čilić Ivan Dodig Ivo Karlović Franko Škugor                | 3−2      |

## Trajectòria

### Individual
| Obert d'Austràlia | A     | 2R    | 2R    | QF          | 4R          | 2R          | QF    | 3R          | 2R          | A           | A     | A           | 3R          | A           | 0 / 9     | 19−9      |
| Roland Garros | 1R    | 1R    | 2R    | SF          | A           | 3R          | QF    | A           | A           | A           | A     | 3R          | SF          | 4R          | 0 / 9     | 22−9      |
| Wimbledon | A     | 2R    | 2R    | 2R          | A           | 4R          | 4R    | SF          | A           | A           | 3R    | 2R          | QF          | A           | 0 / 9     | 21−9      |
| US Open | 1R    | 3R    | QF    | G           | A           | 3R          | QF    | 2R          | A           | A           | QF    | SF          | F           | A           | 1 / 10    | 35−9      |
| Jocs Olímpics | NC    | NC    | A     | No celebrat | No celebrat | No celebrat | 3r    | No celebrat | No celebrat | No celebrat | F     | No celebrat | No celebrat | No celebrat | 0 / 2     | 10−2      |
| ATP World Tour Finals | A     | A     | RR    | F           | A           | A           | SF    | RR          | A           | A           | A     | A           | A           | A           | 0 / 4     | 7−8       |
| Total Victòries−Derrotes                                                                                                  | 10−12 | 28−25 | 46−16 | 54−16       | 3−3         | 48−18       | 65−17 | 51−16       | 7−3         | 2−2         | 32−12 | 38−16       | 47−13       | 8−4         | 439 − 174 | 439 − 174 |
| Rànquing a final d'any | 92    | 44    | 9     | 5           | 128         | 11          | 7     | 5           | 138         | 590         | 38    | 11          | 5           | 122         |           |           |
| Llegenda: G: Guanyador; F: Finalista; SF: Semifinalista; QF: Quarts de final; Q: Qualificació; A: Absent; RR: Round Robin |       |       |       |             |             |             |       |             |             |             |       |             |             |             |           |           |

## Guardons
- ATP Comeback Player of the Year (2011, 2016)